# 多利佛 (愛荷華州)
多利弗（英語：Dolliver）是一個位於美國愛荷華州埃米特縣的城市。

## 地理
多利弗的座標為43°27′53″N 94°36′54″W / 43.46472°N 94.61500°W，而該地的平均海拔高度為390米（即1280英尺）。

## 人口
根據2010年美國人口普查的數據，多利弗的面積為0.93平方千米，當中陸地面積為0.93平方千米，而水域面積為0.00平方千米。當地共有人口66人，而人口密度為每平方千米70人。